# Akadien

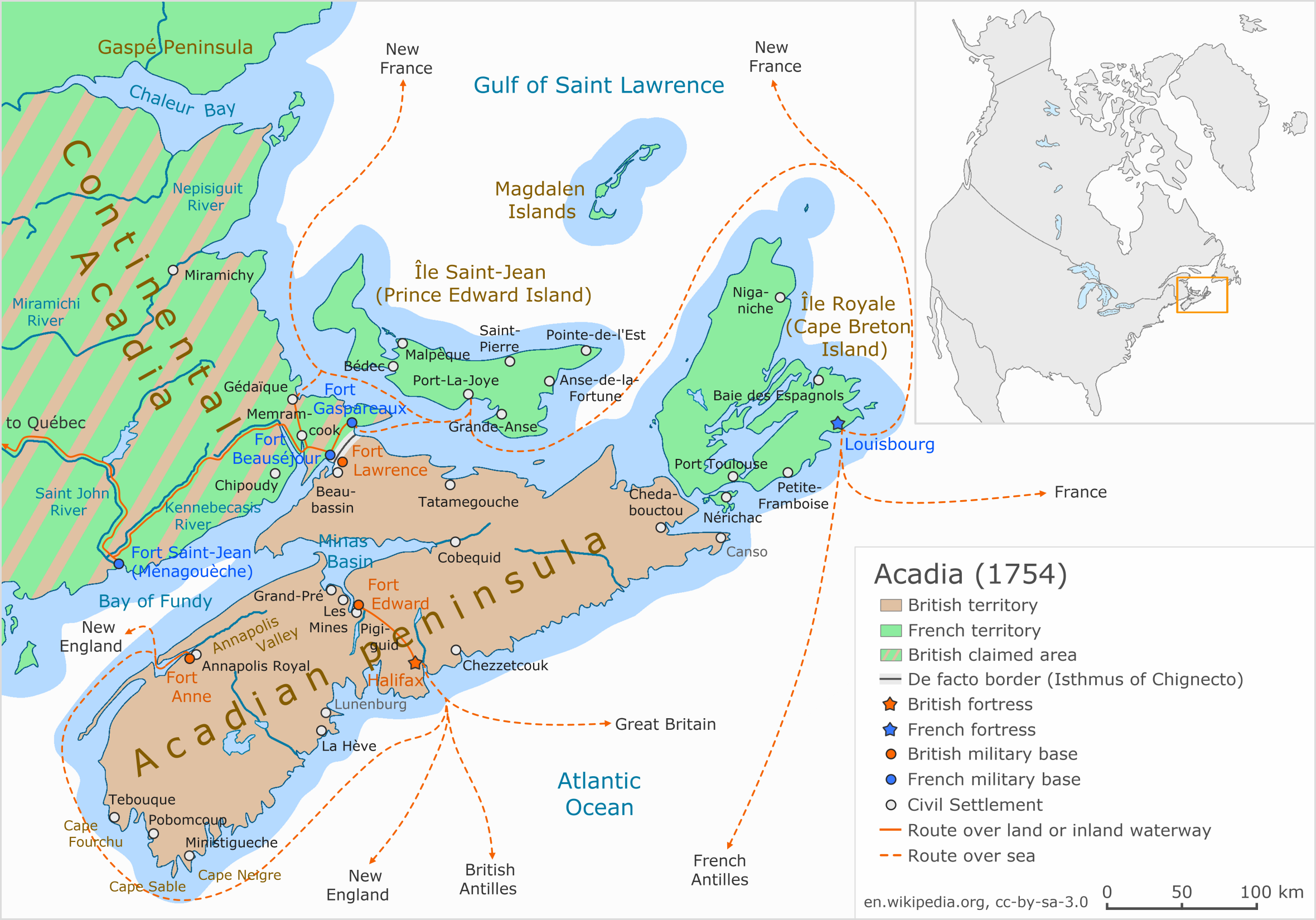
Akadien 1754

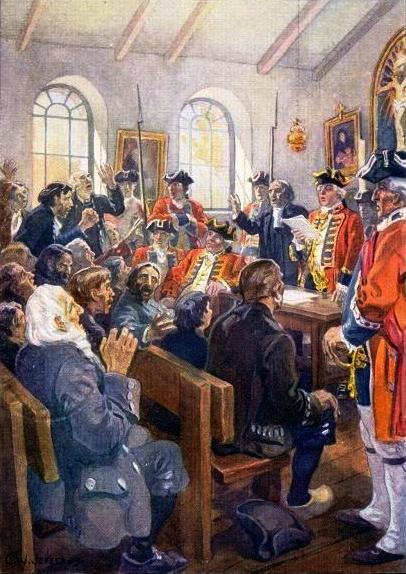
Ordern om akadiernas fördrivande läses upp av representanter för den brittiska ockupationsmakten.

Akadien (på franska Acadie) var en samling franska kolonier grundade under 1600-talet i Nya Frankrike, med sitt huvudsakliga centrum runt Nova Scotia i dagens Kanada. Området omfattar ungefär dagens New Brunswick, Nova Scotia, Prince Edward Island samt delar av den amerikanska delstaten Maine. I området talas akadisk franska.

## Historia
De franska invånarna i Akadien skapade ett separat samhälle från Québec, i nära samarbete med lokala indianer. Genom freden i Utrecht 1713 avträddes Akadien till Storbritannien. Under britternas krig mot indianerna gjorde delar av Akadien uppror mot det brittiska styret. Eftersom akadierna inte tidigare svurit trohetsed till de nya härskarna, som seden var i Europa, ville nu den brittiske guvernören att de skulle göra det. Då dessa vägrade lät britterna rasera cirka 6000 hus och i ett edikt från 1755 fördrevs de från sina hem. En stor del av de fördrivna flyttade till franska Louisiana, där de bildade ursprunget till folkgruppen cajuner (franska Cadiens, Cajuns fonetiskt från "Acadians"). Fem år senare, 1760, övertog brittiska kolonister akadiernas egendomar, inklusive många äppelodlingar (French orchards), för vilka Nova Scotia än idag är berömt. Minnet av detta i modern tid tidiga exempel på etnisk rensning (Le grand dérangement, the Great Expulsion) högtidlighålls sedan 2005 den 28 juli.